# 塞米诺尔 (佛罗里达州)
塞米诺尔（英語：Seminole），是美国佛罗里达州皮尼拉斯縣下属的一座城市。建立于1970年。面积约为7平方公里（约合2.7平方英里）。根据2010年美国人口普查，该市有人口9,862人。论人口在本州排行第164。